# Tinogullmia
Tinogullmia es un género de foraminífero bentónico de la subfamilia Shepheardellinae, de la familia Allogromiidae, del suborden Allogromiina y del orden Allogromiida. Su especie tipo es Tinogullmia hyalina. Su rango cronoestratigráfico abarca el Holoceno.

## Clasificación
Tinogullmia incluye a las siguientes especies:
- Tinogullmia hyalina
- Tinogullmia lukyanovae
- Tinogullmia riemanni